# Вильчента (гмина)
Вильчента (пол. Wilczęta) — сельская гмина (уезд) в Польше, входит как административная единица в Браневский повет, Варминьско-Мазурское воеводство. Население — 3198 человек (на 2004 год).

## Демография
Данные по переписи 2004 года:
| Перепись                       | Всего   | Всего | Женщины | Женщины | Мужчины | Мужчины |
| ------------------------------ | ------- | ----- | ------- | ------- | ------- | ------- |
| Единицы                        | человек | %     | человек | %       | человек | %       |
| Население                      | 3198    | 100   | 1561    | 48,8    | 1637    | 51,2    |
| Плотность населения (чел./км²) | 21,6    | 21,6  | 10,5    | 10,5    | 11,1    | 11,1    |

## Сельские округа
1. Бардыны
2. Дембень
3. Карвины
4. Дембины
5. Гладыше
6. Ксенжно
7. Лавки
8. Новица
9. Слобиты
10. Сопоты
11. Спенды
12. Старе-Седлиско
13. Вильчента

## Поселения
1. Бронки
2. Хмелювка
3. Гурски-Ляс
4. Гуры
5. Янкувко
6. Кагиново
7. Карпувек
8. Липова
9. Слобиты-Стацья
10. Сосница
11. Татарки

## Соседние гмины
1. Гмина Годково
2. Гмина Млынары
3. Гмина Орнета
4. Гмина Пасленк
5. Гмина Плоскиня